# Marko Radaš
Marko Radaš (Vukovar, 26 ottobre 1983) è un ex calciatore croato, di ruolo difensore.

## Carriera
Il 1º luglio 2011 viene acquistato a titolo definitivo dalla squadra albanese dello Skënderbeu, conquistando già al suo primo anno la Kategoria Superiore.

## Statistiche

### Presenze e reti nei club
Statistiche aggiornate al 22 dicembre 2017.
| Stagione                | Squadra                 | Campionato              | Campionato | Campionato | Coppe nazionali | Coppe nazionali | Coppe nazionali | Coppe continentali | Coppe continentali | Coppe continentali | Altre coppe | Altre coppe | Altre coppe | Totale | Totale |
| Stagione                | Squadra                 | Comp                    | Pres       | Reti       | Comp            | Pres            | Reti            | Comp               | Pres               | Reti               | Comp        | Pres        | Reti        | Pres   | Reti   |
| ----------------------- | ----------------------- | ----------------------- | ---------- | ---------- | --------------- | --------------- | --------------- | ------------------ | ------------------ | ------------------ | ----------- | ----------- | ----------- | ------ | ------ |
| 2000-2001               | Dinamo Zagabria         | 1. HNL                  | 0          | 0          | CC              | 0               | 0               | -                  | -                  | -                  | -           | -           | -           | 0+     | 0+     |
| 2001-2002               | NK Lubiana              | 2. SNL                  | ?          | ?          | CS              | 0               | 0               | -                  | -                  | -                  | -           | -           | -           | 0+     | 0+     |
| 2002-2003               | NK Lubiana              | 1. SNL                  | 14         | 0          | CS              | 0               | 0               | -                  | -                  | -                  | -           | -           | -           | 14+    | 0+     |
| 2003-gen. 2004          | NK Lubiana              | 1. SNL                  | ?          | ?          | CS              | 0               | 0               | -                  | -                  | -                  | -           | -           | -           | 0+     | 0+     |
| Totale NK Lubiana       | Totale NK Lubiana       | Totale NK Lubiana       | 14         | 0          |                 | 0               | 0               |                    | -                  | -                  |             | -           | -           | 14+    | 0+     |
| gen.-giu. 2004          | Bela Krajina            | 2. SNL                  | ?          | ?          | CS              | 0               | 0               | -                  | -                  | -                  | -           | -           | -           | 0+     | 0+     |
| 2004-2005               | Bela Krajina            | 1. SNL                  | 28         | 0          | CS              | 0               | 0               | -                  | -                  | -                  | -           | -           | -           | 28+    | 0+     |
| Totale Bela Krajina     | Totale Bela Krajina     | Totale Bela Krajina     | 28         | 0          |                 | 0               | 0               |                    | -                  | -                  |             | -           | -           | 28+    | 0+     |
| 2005-2006               | Istria                  | 1. HNL                  | ?          | ?          | CC              | 0               | 0               | -                  | -                  | -                  | -           | -           | -           | 0+     | 0+     |
| 2006-2007               | Istria                  | 1. HNL                  | 19         | 3          | CC              | 0               | 0               | -                  | -                  | -                  | -           | -           | -           | 19+    | 3+     |
| Totale Istria           | Totale Istria           | Totale Istria           | 19         | 3          |                 | 0               | 0               |                    | -                  | -                  |             | -           | -           | 19+    | 3+     |
| 2007-2008               | Cibalia                 | 1. HNL                  | 30         | 0          | CC              | 0               | 0               | -                  | -                  | -                  | -           | -           | -           | 30     | 0      |
| 2008-2009               | Cibalia                 | 1. HNL                  | 11         | 0          | CC              | 0               | 0               | -                  | -                  | -                  | -           | -           | -           | 11     | 0      |
| Totale Cibalia Vinkovci | Totale Cibalia Vinkovci | Totale Cibalia Vinkovci | 41         | 0          |                 | 0               | 0               |                    | -                  | -                  |             | -           | -           | 41     | 0      |
| 2009-2010               | Vinogradar              | 2. HNL                  | ?          | ?          | CC              | 0               | 0               | -                  | -                  | -                  | -           | -           | -           | 0+     | 0+     |
| 2010-2011               | Vinogradar              | 2. HNL                  | ?          | ?          | CC              | 0               | 0               | -                  | -                  | -                  | -           | -           | -           | 0+     | 0+     |
| Totale Vinogradar       | Totale Vinogradar       | Totale Vinogradar       | 0          | 0          |                 | 0               | 0               |                    | -                  | -                  |             | -           | -           | 0+     | 0+     |
| 2011-2012               | Skënderbeu              | KS                      | 24         | 1          | CA              | 11              | 1               | UCL                | 2                  | 0                  | SA          | 1           | 0           | 38     | 2      |
| 2012-2013               | Skënderbeu              | KS                      | 14         | 0          | CA              | 7               | 1               | UCL                | 2                  | 0                  | SA          | 1           | 0           | 24     | 1      |
| 2013-2014               | Skënderbeu              | KS                      | 27         | 1          | CA              | 8               | 0               | UCL+UEL            | 4+2                | 0                  | SA          | 1           | 0           | 42     | 1      |
| 2014-2015               | Skënderbeu              | KS                      | 33         | 2          | CA              | 4               | 0               | UCL                | 2                  | 1                  | SA          | 1           | 0           | 40     | 3      |
| 2015-2016               | Skënderbeu              | KS                      | 25         | 1          | CA              | 2               | 0               | UCL+UEL            | 6+5                | 0                  | SA          | 0           | 0           | 38     | 1      |
| 2016-2017               | Skënderbeu              | KS                      | 28         | 1          | CA              | 5               | 1               | -                  | -                  | -                  | SA          | 1           | 0           | 34     | 2      |
| 2017-2018               | Skënderbeu              | KS                      | 14         | 2          | CA              | 1               | 0               | UEL                | 12                 | 0                  | -           | -           | -           | 27     | 2      |
| Totale Skënderbeu       | Totale Skënderbeu       | Totale Skënderbeu       | 165        | 8          |                 | 38              | 3               |                    | 35                 | 1                  |             | 5           | 0           | 243    | 12     |
| Totale carriera         | Totale carriera         | Totale carriera         | 267        | 11         |                 | 38              | 3               |                    | 35                 | 1                  |             | 5           | 0           | 345+   | 15+    |

## Palmarès

### Club

#### Competizioni nazionali
- Campionato albanese: 5

Skënderbeu: 2011-2012, 2012-2013, 2013-2014, 2014-2015, 2015-2016
- Supercoppa d'Albania: 3

Skënderbeu: 2013, 2014, 2018